# Vega de Ouría
Vega de Ouría (en asturiano: A Veigadouria y oficialmente) es una aldea perteneciente a la parroquia de Rozadas, en el concejo de Boal, comarca de Eo-Navia, Principado de Asturias, España.
Cuenta con una población de 18 habitantes (INE, 2013), y se encuentra a unos 360 m de altura sobre el nivel del mar. Dista unos 12 kilómetros de la capital del concejo, tomando desde ésta la carretera AS-22 en dirección a Vegadeo.